# Ďurčiná
Ďurčiná és un poble i municipi d'Eslovàquia que es troba a la regió de Žilina, al centre-nord del país.

## Història
La primera menció escrita de la vila es remunta al 1393.

## Demografia
| Godina             | 1994 | 2004    | 2014   | 2024   |
| ------------------ | ---- | ------- | ------ | ------ |
| Nombre de persones | 972  | 1072    | 1091   | 1080   |
| Diferència         |      | +10,28% | +1,77% | −1,00% |

| Godina             | 2023 | 2024   |
| ------------------ | ---- | ------ |
| Nombre de persones | 1086 | 1080   |
| Diferència         |      | −0,55% |